# ロングスカート

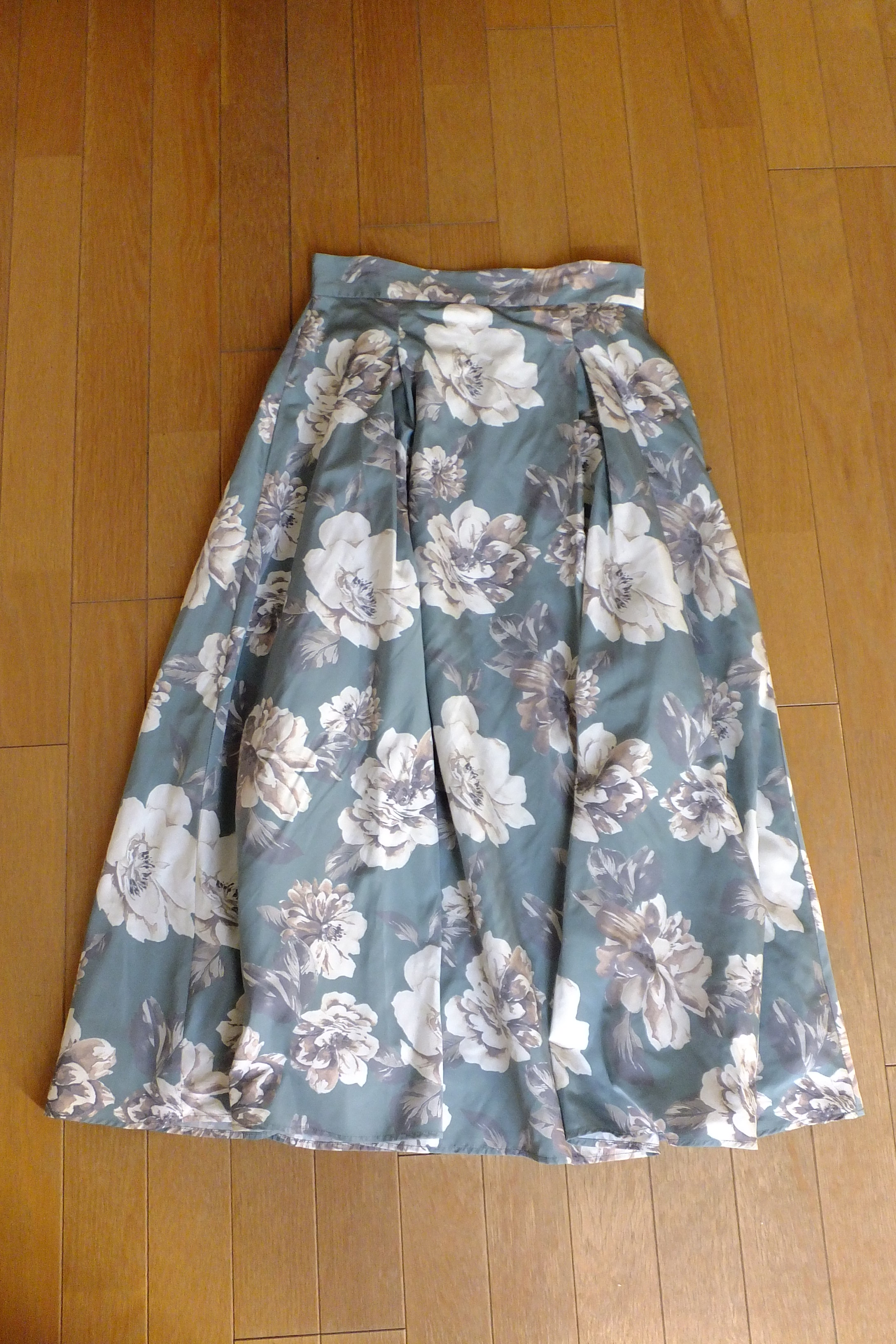
ロングスカート（フレアータイプ、マキシ丈）

ロングスカート（long skirt）とは、衣服のスカートのうち、丈の長いもの。ミニスカートに対して用いられる言葉。
通常、脚の脹脛よりも長いものを指し、足の踝よりも長いものはとくに「マキシスカート」と呼んで区別することもある。
服飾用語ではロンゲット（longette）とも呼ぶ。この用語は、1970年代にはすでに使用されていた。

## 日本における歴史
日本でスカートを最初にはいたのは、明治4年（1882年）に帰国した津田梅子だと言われている。
しかしこの頃は欧米でも全くスカートを短くする文化が生まれていなかった。
女性に洋装が本格的に浸透したのは終戦後だが、当時の（欧米での）流行もロングスカートであった。
よって、スカートが丈で分類されるきっかけとなったのは、1960年代のミニスカートのブームからであろう。
ミニスカートが日本を席巻した後、70年代後半から再びロングスカートが流行した。
女子高生の制服のスカートも、80年代には不良の生徒を中心にものすごく長いものが着用され、それが「カッコいい」とされていた。
90年代に入ると、それの反動のようにかなり短いミニスカートの流行となったが、99年頃に少しの間ロングの復活も起こった。
現在では女性のファッションが多様化し、スカート丈が単一化するような現象は見られなくなっている。また、パンツ（ズボン）の流行が起こったことにより、相対的にスカートの需要が少なくなっている。

## ロングスカートの特徴

### 利点
- 女性らしい雰囲気が強調される。
- 下半身の体型をカバーすることができる。
- 脚の一番細い所のみが見えるため、ほっそりとした見た目の印象を与える。
- 胴を短く、脚を長く見せることができる。
- 肌の露出が少ないため、上品でよりフォーマルな印象を与える。
- ミニスカートに比べて暖かい。
- ズボンに比べて大腿部が暖かい。

### 欠点
- 階段が上りにくい。
- 裾を踏んづけたり、引っかけたりしやすい。

```
*特に
エスカレーター
では裾が巻き込まれて事故になりやすい。
```

- トイレが不便。
- 熱が籠りやすくミニスカートに比べて暑い。
- 面積が大きいため、フレアスカートなどの場合は強風のときなどによりめくれやすくなる。
- 静電気で生地が脚にまとわり付くことがある。

## その他
- 女性向けの自転車（軽快車）には、ロングスカートがチェーンや後輪に引き込まれないようカバー（スカートガード）がついているものが多い。